# Jeongeup
Jeongeup (coreeană: 정읍시) este un oraș din Coreea de Sud.